# Dufourea minutissima
Dufourea minutissima är en biart som beskrevs av Ebmer 1976. Dufourea minutissima ingår i släktet solbin, och familjen vägbin. Inga underarter finns listade i Catalogue of Life.